# Prêmio Leslie Fox de Análise Numérica
O Prêmio Leslie Fox de Análise Numérica (em inglês:  Leslie Fox Prize for Numerical Analysis) do Institute of Mathematics and its Applications (IMA) é um prêmio bianual estabelecido em 1985 pelo IMA, em memória do matemático Leslie Fox (1918-1992). O prêmio honorifica "jovens analistas numéricos em todo o mundo" (com menos de 31 anos de idade), e os candidatos que submeteram trabalhos para avaliação. Um comitê revisa os artigos, convida candidatos pré-selecionados a apresentar palestras no Leslie Fox Prize meeting, e então concede o primeiro prêmio e segundos prêmios, com base no "brilhantismo matemático e algorítmico em conjunto com habilidades de apresentação."

## Laureados[1]
| Ano  | Primeiro Lugar           | Instituição do Primeiro Lugar         | Segundo Lugar             | Instituição do Segundo Lugar                 |
| ---- | ------------------------ | ------------------------------------- | ------------------------- | -------------------------------------------- |
| 1985 | Lloyd Nicholas Trefethen | MIT                                   | N.J. Higham               | Manchester                                   |
| 1985 | Lloyd Nicholas Trefethen | MIT                                   | S.P.J. Matthews           | Dundee                                       |
| 1985 | Lloyd Nicholas Trefethen | MIT                                   | P.K. Sweby                | Reading                                      |
| 1985 | Lloyd Nicholas Trefethen | MIT                                   | Y. Yuan                   | Cambridge                                    |
| 1986 | James Demmel             | Courant                               | J.L. Barlow               | Penn State                                   |
| 1986 | Nicholas Ian mark Gould  | Harwell                               | J. Scott                  | Oxford                                       |
| 1986 | Nicholas Ian mark Gould  | Harwell                               | A.J. Wathen               | Bristol                                      |
| 1988 | Nicholas Higham          | Manchester                            | T. Hagstrom               | SUNY, Stony Brook                            |
| 1988 | Nicholas Higham          | Manchester                            | P.T. Harker               | Universidade da Pensilvânia                  |
| 1988 | Nicholas Higham          | Manchester                            | I.R.H. Jackson            | Cambridge                                    |
| 1988 | Nicholas Higham          | Manchester                            | T. Tang                   | Leeds                                        |
| 1989 | Martin Buhmann           | Cambridge                             | M. Ainsworth              | Durham                                       |
| 1989 | Bart De Moor             | Universidade Stanford                 | R.H. Chan                 | Hong Kong                                    |
| 1989 | Andrew Mark Stuart       | Bath                                  | A. Edelman                | MIT                                          |
| 1989 | Andrew Mark Stuart       | Bath                                  | D.J. Higham               | Toronto                                      |
| 1991 | Christopher Budd         | Bristol                               | J. Levesley               | Coventry                                     |
| 1991 | Christopher Budd         | Bristol                               | P.D. Loach                | Bristol                                      |
| 1991 | J.F.B.M. Kraaijevanger   | Leiden                                | B.F. Smith                | Argonne                                      |
| 1991 | J.F.B.M. Kraaijevanger   | Leiden                                | H. Zha                    | Stanford                                     |
| 1993 | Yuying Li                | Cornell                               | A. Edelman                | Berkeley                                     |
| 1993 | Yuying Li                | Cornell                               | D.J. Higham               | Dundee                                       |
| 1993 | Yuying Li                | Cornell                               | Z. Jia                    | Bielefeld                                    |
| 1993 | Yuying Li                | Cornell                               | P. Lin                    | Oxford                                       |
| 1993 | Yuying Li                | Cornell                               | R. Mathias                | Minneapolis                                  |
| 1995 | Adrian Hill              | Bath                                  | X-W. Chang                | McGill                                       |
| 1995 | Adrian Hill              | Bath                                  | L. Jay                    | Minnesota                                    |
| 1995 | Adrian Hill              | Bath                                  | Y. Liu                    | Cambridge                                    |
| 1995 | Adrian Hill              | Bath                                  | K-C. Toh                  | Cornell                                      |
| 1995 | Adrian Hill              | Bath                                  | D. Wang                   | Purdue                                       |
| 1997 | Wim Sweldens             | Bell Labs                             | T.A. Driscoll             | Boulder                                      |
| 1997 | Wim Sweldens             | Bell Labs                             | V. Simoncini              | Pavia                                        |
| 1997 | Wim Sweldens             | Bell Labs                             | E. de Sturler             | Zurich                                       |
| 1997 | Wim Sweldens             | Bell Labs                             | R.H. Tütüncü              | Carnegie-Mellon                              |
| 1997 | Wim Sweldens             | Bell Labs                             | A. Zanna                  | Cambridge                                    |
| 1997 | Wim Sweldens             | Bell Labs                             | T. Zhang                  | Stanford                                     |
| 1999 | Niles Pierce             | Caltech                               | Aurelian Bejancu          | Cambridge                                    |
| 1999 | Niles Pierce             | Caltech                               | Vincent Heuveline         | Heidelberg                                   |
| 1999 | Reha Tütüncü             | Carnegie-Mellon                       | Paul Houston              | Oxford                                       |
| 1999 | Reha Tütüncü             | Carnegie-Mellon                       | Ross Lippert              | Sandia National Laboratories                 |
| 2001 | Anna-Karin Tornberg      | KTH Stockholm                         | Tilo Arens                | Universidade de Brunel                       |
| 2001 | Anna-Karin Tornberg      | KTH Stockholm                         | Begona Cano               | Universidade de Valladolid                   |
| 2001 | Anna-Karin Tornberg      | KTH Stockholm                         | Eric Darve                | Universidade de Stanford                     |
| 2001 | Anna-Karin Tornberg      | KTH Stockholm                         | Jing-Rebecca Li           | Courant Institute NYU                        |
| 2001 | Anna-Karin Tornberg      | KTH Stockholm                         | Dominik Schötzau          | Universidade de Minnesota                    |
| 2001 | Anna-Karin Tornberg      | KTH Stockholm                         | Divakar Viswanath         | Universidade de Chicago                      |
| 2003 | Jared Tanner             | Universidade da Califórnia em Davis   | Melvin Leok               | Instituto de Tecnologia da Califórnia        |
| 2003 | Jared Tanner             | Universidade da Califórnia em Davis   | Adam Oberman              | Universidade do Texas                        |
| 2003 | Jared Tanner             | Universidade da Califórnia em Davis   | Marc Schweitzer           | Universidade de Bonn                         |
| 2003 | Jared Tanner             | Universidade da Califórnia em Davis   | Tatjana Stykel            | Universidade de Calgary                      |
| 2003 | Jared Tanner             | Universidade da Califórnia em Davis   | Boris Vexler              | Universidade de Heidelberg                   |
| 2005 | Roland Opfer             | Universidade de Göttingen             | Lehel Banjai              | MPI, Leipzig                                 |
| 2005 | Roland Opfer             | Universidade de Göttingen             | Coralia Cartis            | Universidade de Oxford                       |
| 2005 | Roland Opfer             | Universidade de Göttingen             | Johan Hoffman             | Universidade de Chalmers                     |
| 2005 | Paul Tupper              | Universidade McGill                   | Johan Hoffman             | Universidade de Chalmers                     |
| 2005 | Paul Tupper              | Universidade McGill                   | Fabio Nobile              | Politecnico di Milano                        |
| 2005 | Paul Tupper              | Universidade McGill                   | Adam Oberman              | Universidade de Simon Fraser                 |
| 2007 | Ioana Dumitriu           | Universidade de Washington            | Timo Betcke               | Universidade de Manchester                   |
| 2007 | Ioana Dumitriu           | Universidade de Washington            | Laurent Demanet           | Universidade de Stanford                     |
| 2007 | Ioana Dumitriu           | Universidade de Washington            | Daniel Kressner           | Universidade de Zagreb                       |
| 2007 | Yoichiro Mori            | Universidade da Colúmbia Britânica    | Daniel Kressner           | Universidade de Zagreb                       |
| 2007 | Yoichiro Mori            | Universidade da Colúmbia Britânica    | Emre Mengi                | UC San Diego                                 |
| 2007 | Yoichiro Mori            | Universidade da Colúmbia Britânica    | Sheehan Olver             | Universidade de Cambridge                    |
| 2009 | Brian Sutton             | Randolph-Macon College                | Stefano Giani             | Universidade de Nottingham                   |
| 2009 | Brian Sutton             | Randolph-Macon College                | Daan Huybrechs            | Universidade Católica de Lovaina (KU Leuven) |
| 2009 | Brian Sutton             | Randolph-Macon College                | Armin Lechleiter          | CMAPX, Polytechnique                         |
| 2009 | Brian Sutton             | Randolph-Macon College                | Colin B. Macdonald        | Mathematics, UCLA                            |
| 2009 | Brian Sutton             | Randolph-Macon College                | Liuqiang Zhong            | Universidade de Xiangtan                     |
| 2011 | Yuji Nakatsukasa         | Universidade da Califórnia em Davis   | Ben Adcock                | Universidade de Simon Fraser                 |
| 2011 | Yuji Nakatsukasa         | Universidade da Califórnia em Davis   | Arnulf Jentzen            | Universidade de Princeton                    |
| 2011 | Yuji Nakatsukasa         | Universidade da Califórnia em Davis   | Richard Norton            | Universidade de Oxford                       |
| 2011 | Yuji Nakatsukasa         | Universidade da Califórnia em Davis   | Bart Vandereycken         | ETH                                          |
| 2011 | Yuji Nakatsukasa         | Universidade da Califórnia em Davis   | Konstantinos Zygalakis    | Universidade de Oxford                       |
| 2013 | Michael Neilan           | Universidade de Pittsburgh            | Ingrid von Glehn          | Universidade de Oxford                       |
| 2013 | Michael Neilan           | Universidade de Pittsburgh            | Georges Klein             | Universidade de Friburgo (Suíça)             |
| 2013 | Michael Neilan           | Universidade de Pittsburgh            | Martin Takáč              | Universidade de Edimburgo                    |
| 2013 | Michael Neilan           | Universidade de Pittsburgh            | Alex Townsend             | Universidade de Oxford                       |
| 2013 | Michael Neilan           | Universidade de Pittsburgh            | Andre Uschmajew           | Universidade Técnica de Berlim               |
| 2015 | Iain Smears              | Universidade de Oxford                | Patrick Farrell           | Universidade de Oxford                       |
| 2015 | Iain Smears              | Universidade de Oxford                | Olivier Fercoq            | Télécom ParisTech                            |
| 2015 | Alex Townsend            | MIT                                   | John Pearson              | University of Central Lancashire             |
| 2015 | Alex Townsend            | MIT                                   | Clarice Poon              | Universidade de Cambridge                    |
| 2017 | Nicole Spillane          | Escola Politécnica Federal de Lausana | Mario Berljafa            | KU Leuven                                    |
| 2017 | Nicole Spillane          | Escola Politécnica Federal de Lausana | Evan Gawlik               | Universidade da Califórnia em San Diego      |
| 2017 | Nicole Spillane          | Escola Politécnica Federal de Lausana | Robert Gower              | École normale supérieure                     |
| 2017 | Nicole Spillane          | Escola Politécnica Federal de Lausana | Lise-Marie Imbert-Gerard  | Universidade de Nova Iorque                  |
| 2017 | Nicole Spillane          | Escola Politécnica Federal de Lausana | Aretha Teckentrup         | Universidade de Edimburgo                    |
| 2019 | Yunan Yang               | Universidade de Nova Iorque           | Daniel Fortunato          | Harvard                                      |
| 2019 | Yunan Yang               | Universidade de Nova Iorque           | Alexander James Bastounis | Cambridge                                    |
| 2019 | Yunan Yang               | Universidade de Nova Iorque           | Simone Brugiapaglia       | Universidade de Simon Fraser                 |
| 2019 | Yunan Yang               | Universidade de Nova Iorque           | Abdul-Lateef Haji-Ali     | Heriot Watt                                  |
| 2021 | Lindon Roberts           | Universidade Nacional da Austrália    | Nicolas Boulle            | Universidade de Oxford                       |
| 2021 | Lindon Roberts           | Universidade Nacional da Austrália    | Derek Driggs              | Universidade de Cambridge                    |
| 2021 | Lindon Roberts           | Universidade Nacional da Austrália    | Theo Mary                 | Centre national de la Recherche Scientifique |
| 2021 | Lindon Roberts           | Universidade Nacional da Austrália    | Barbara Verfurth          | instituto de Tecnologia de Karlsruhe         |
| 2023 | Alice Cortinovis         | Stanford                              | Matthew Colbrook          | Cambridge                                    |
| 2023 | Alice Cortinovis         | Stanford                              | Matteo Croci              | Universidade do Texas em Austin              |
| 2023 | Melanie Weber            | Harvard                               | Ioannis Papadopoulos      | Imperial                                     |
| 2023 | Melanie Weber            | Harvard                               | Shanyin Tong              | Columbia                                     |